# Xarxa neuronal quàntica

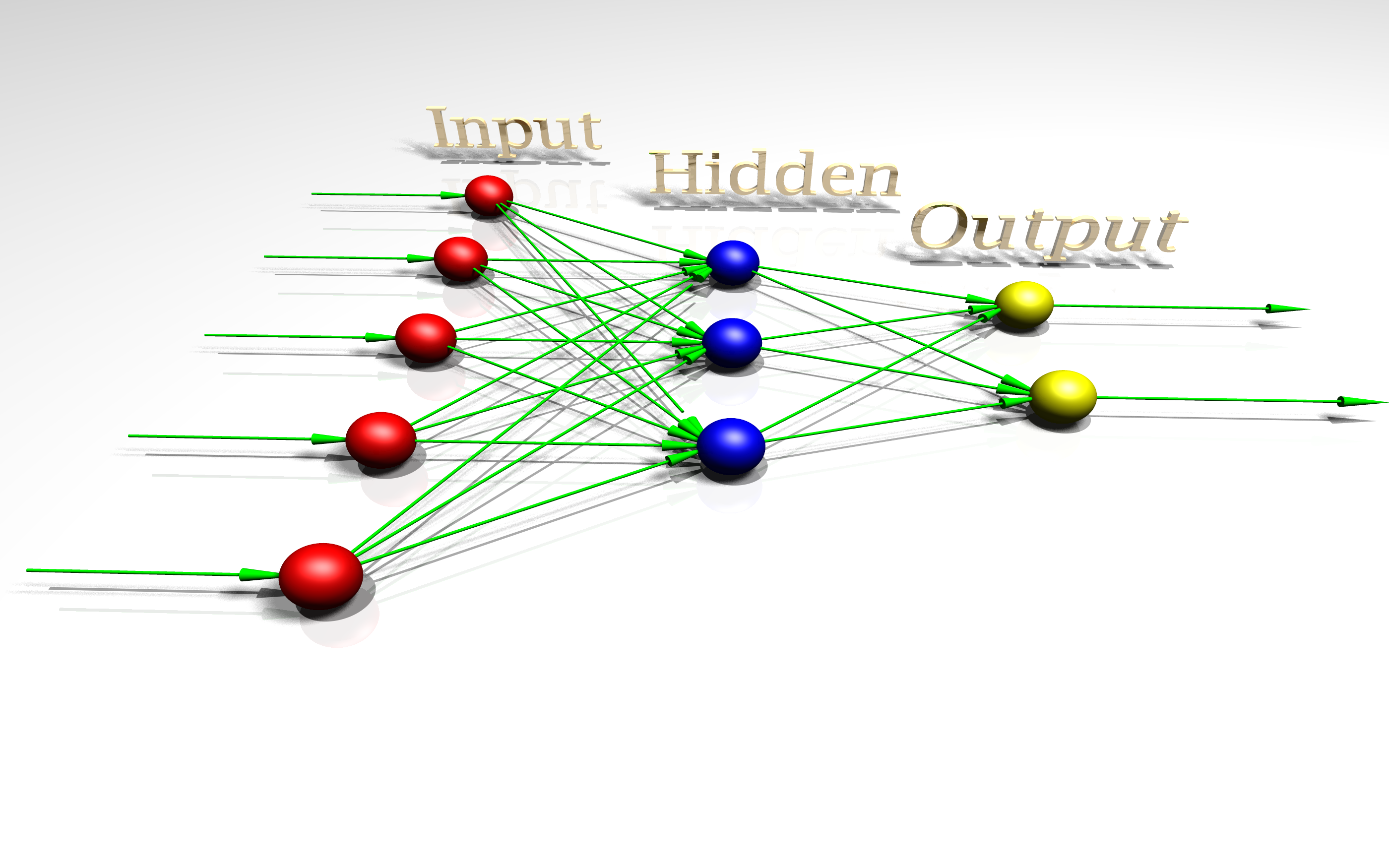
Model d'exemple d'una xarxa neuronal feed forward. Per a una xarxa d'aprenentatge profund, augmenta el nombre de capes ocultes.

Les xarxes neuronals quàntiques són models computacionals de xarxes neuronals que es basen en els principis de la mecànica quàntica. Les primeres idees sobre la computació neuronal quàntica van ser publicades de manera independent el 1995 per Subhash Kak i Ron Chrisley, relacionant-se amb la teoria de la ment quàntica, que postula que els efectes quàntics tenen un paper en la funció cognitiva. Tanmateix, la investigació típica en xarxes neuronals quàntiques consisteix a combinar models clàssics de xarxes neuronals artificials (que s'utilitzen àmpliament en l'aprenentatge automàtic per a la important tasca de reconeixement de patrons) amb els avantatges de la informació quàntica per tal de desenvolupar algorismes més eficients. Una motivació important d'aquestes investigacions és la dificultat per entrenar xarxes neuronals clàssiques, especialment en aplicacions de big data. L'esperança és que les característiques de la computació quàntica com el paral·lelisme quàntic o els efectes de la interferència i l'entrellat es puguin utilitzar com a recursos. Com que la implementació tecnològica d'un ordinador quàntic encara es troba en una etapa prematura, aquests models de xarxes neuronals quàntiques són majoritàriament propostes teòriques que esperen la seva implementació completa en experiments físics.
La majoria de xarxes neuronals quàntiques es desenvolupen com a xarxes feed-forward. De manera similar als seus homòlegs clàssics, aquesta estructura rep l'entrada d'una capa de qubits i passa aquesta entrada a una altra capa de qubits. Aquesta capa de qubits avalua aquesta informació i passa la sortida a la següent capa. Finalment, el camí condueix a la capa final de qubits. Les capes no han de tenir la mateixa amplada, és a dir, no han de tenir el mateix nombre de qubits que la capa anterior o posterior. Aquesta estructura s'entrena en quin camí s'ha de seguir de manera similar a les xarxes neuronals artificials clàssiques. Això es parla en un apartat inferior. Les xarxes neuronals quàntiques es refereixen a tres categories diferents: ordinador quàntic amb dades clàssiques, ordinador clàssic amb dades quàntiques i ordinador quàntic amb dades quàntiques.
La investigació de xarxes neuronals quàntiques encara està en els seus inicis, i s'han presentat un conglomerat de propostes i idees d'abast i rigor matemàtic diferents. La majoria d'ells es basen en la idea de substituir les neurones binàries clàssiques o de McCulloch-Pitts per un qubit (que es pot anomenar "quron"), donant com a resultat unitats neuronals que poden estar en una superposició de l'estat "disparant" i "en repòs".